# Rough Draft Studios
Rough Draft Studios es una productora de animación estadounidense con sede en Glendale, California. Posee un segundo estudio en la misma Glendale y un estudio hermano Rough Draft Korea ubicado en Seúl, Corea del Sur. El estudio fue fundado en Van Nuys, Los Ángeles por el animador Gregg Vanzo en 1991. La empresa y sus divisiones han producido series, películas especiales, comerciales y contenidos directos a vídeo para compañías como Warner Bros. Animation, Cartoon Network Studios, 20th Television Animation, MTV Animation, Film Roman, Disney Television Animation y Nickelodeon Animation Studio.

## Historia
Rough Draft Studios fue fundado en un garaje en Van Nuys, Los Ángeles, California, por Gregg y Nikki Vanzo.
Durante su trabajo en The Ren & Stimpy Show, Nikki se acercó a John Kricfalusi, creador de la serie, con la idea de trasladar parte de la producción de animación a Corea. Así fue como nació Rough Draft Korea, una sucursal que Nikki fundó y ha dirigido desde entonces.
Tras su trabajo en The Ren & Stimpy Show, Rough Draft Korea comenzó a recibir solicitudes de numerosos programas para colaborar en la animación, tinta y pintura. En 1992, el estudio produjo la animación para su primer largometraje, FernGully: The Last Rainforest. Ese mismo año, Rough Draft Studios comenzó a trabajar en la animación para Los Simpson, y en 1993 también se unió a la producción de Beavis and Butt-Head.
En 1993, Scott Vanzo, el hermano de Gregg, se incorporó al equipo. Rough Draft Korea rápidamente consolidó una sólida cartera en la industria de la animación, destacándose por su primera serie producida fuera de Corea del Sur, The Maxx (1995), que fue nominada a un premio Annie.
En 1994, Claudia Katz se unió a Rough Draft Studios para producir The Maxx, y en 1995, Rich Moore se incorporó al equipo después de haber trabajado previamente con Gregg en Los Simpson. Juntos, formaron el núcleo central de Rough Draft Studios, un equipo clave que impulsaría el auge de los dibujos animados a finales de los años 1990.
También en 1995, Rough Draft Studios se mudó a Glendale, California, donde continuó experimentando un mayor éxito y expansión en la industria.

## Tecnología
Rough Draft Studios es conocido por su combinación de 2-D con animación por computadora o renderizado no fotorrealista que utilizó por primera vez en The Maxx y luego utilizó en los proyectos de Matt Groening como Futurama, Los Simpson: la película, algunos episodios de Los Simpson luego del estreno de la película y (Des)encanto.

## Filmografía

### Rough Draft Studios
La mayoría de los proyectos producidos por Rough Draft Studios, Inc. en Glendale, California, también son animados en el extranjero por Rough Draft Korea Co., Ltd. en Seúl.

#### Series de televisión
| Título                 | Año(s)                              | Cliente                                                                   | Notas       |
| Años 1990              | Años 1990                           | Años 1990                                                                 | Años 1990   |
| ---------------------- | ----------------------------------- | ------------------------------------------------------------------------- | ----------- |
| The Maxx               | 1995                                | MTV Animation                                                             |             |
| Futurama               | 1999-2003; 2008-2013; 2023-presente | The Curiosity Company 20th Television Animation                           |             |
| Años 2000              |                                     |                                                                           |             |
| Baby Blues             | 2000                                | Warner Bros. Animation                                                    | 5 episodios |
| Star Wars: Clone Wars  | 2003-2005                           | Lucasfilm Cartoon Network Studios                                         |             |
| La casa de los dibujos | 2004-2007                           | Double-Hemm Productions Comedy Partners                                   |             |
| Korgoth of Barbaria    | 2006                                | Williams Street                                                           | Piloto      |
| Sit Down, Shut Up      | 2009                                | Adelaide Productions 20th Century Fox Television                          |             |
| Años 2010              |                                     |                                                                           |             |
| Good Vibes             | 2011                                | Rough House Pictures Warner Horizon Television MTV Production Development | "Pilot"     |
| Napoleon Dynamite      | 2012                                | Hess Films Scully Productions 20th Century Fox Television                 |             |
| Full English           | 2012                                | Two Brothers Pictures                                                     |             |
| Coffin Dodgers         | 2013                                | Williams Street                                                           | Piloto      |
| Clash-a-Rama           | 2014-2018                           | Tolerable Entertainment Supercell                                         | Serie web   |
| Tarantula              | 2017                                | Rough House Pictures Solid Brass Studio T                                 |             |
| (Des)encanto           | 2018-2023                           | The ULULU Company Netflix                                                 | [ 10 ]      |
| Años 2020              |                                     |                                                                           |             |
| Fired on Mars          | 2023                                | Pat & Mike Productions NN Productions                                     | [ 11 ]      |

#### Películas y especiales
| Título                                   | Año       | Cliente                                           | Notas                                  |
| Años 1990                                | Años 1990 | Años 1990                                         | Años 1990                              |
| ---------------------------------------- | --------- | ------------------------------------------------- | -------------------------------------- |
| The Thief and the Cobbler                | 1992      | The Completion Bond Company                       | tinta y pintura                        |
| RoboCop 3                                | 1993      | Orion Pictures                                    | Animación del anuncio "Johnny Rehab"   |
| Años 2000                                |           |                                                   |                                        |
| The Whizzard of Ow                       | 2003      | Warner Bros. Animation                            | cortometraje teatral                   |
| Duck Dodgers: Attack of the Drones       | 2004      | Warner Bros. Animation                            | cortometraje teatral Producido en 2003 |
| Futurama: Bender's Big Score             | 2007      | The Curiosity Company 20th Century Fox Television | directo a video                        |
| Futurama: The Beast with a Billion Backs | 2008      | The Curiosity Company 20th Century Fox Television | directo a video                        |
| Futurama: Bender's Game                  | 2008      | The Curiosity Company 20th Century Fox Television | directo a video                        |
| La pantera rosa 2                        | 2009      | Metro-Goldwyn-Mayer Columbia Pictures             | Solo secuencia del título de apertura  |
| Futurama: Into the Wild Green Yonder     | 2009      | The Curiosity Company 20th Century Fox Television | directo a video                        |
| Años 2010                                |           |                                                   |                                        |
| How Murray Saved Christmas               | 2014      | Universal Television                              | Especial de televisión                 |
| Años 2010                                |           |                                                   |                                        |
| King Star King!/!/!/                     | 2023      | Williams Street                                   |                                        |

#### Otros
- Los Simpson - Vídeo musical "Deep, Deep Trouble" (animación extranjera proporcionada por Anivision)
- Mad TV - Cortos de espías contra espías
- Anuncios de Wendy's "Go Wild" y Sprint "Duck Naked" de 2003 protagonizados por los personajes de Looney Tunes, promocionando Looney Tunes: De nuevo en acción[9]
- 59.° Premios Primetime Emmy: número de apertura de Brian y Stewie Griffin[9]
- Gravity Falls - " Raromagedón 3: Recuperar Gravity Falls" (animación CG de ShackTron)
- Futurama: Worlds of Tomorrow
- DuckTales - "Moonvasion!" (animación adicional)

### Rough Draft Korea

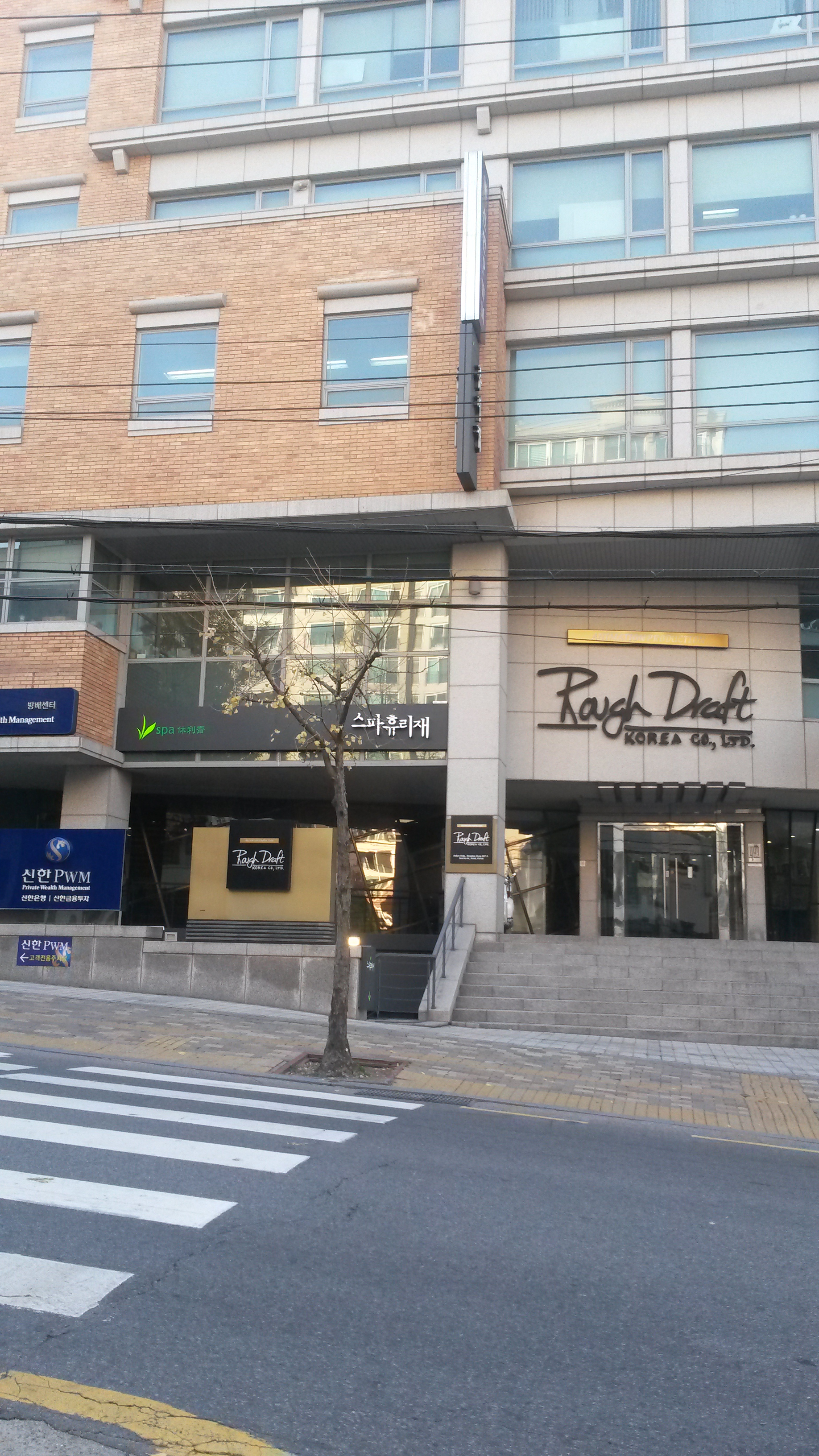
Rough Draft Korea

Rough Draft Korea ha producido animación para las siguientes series, largometrajes y especiales:

#### Series de televisión
| Título                                          | Año(s)               | Cliente                                                                                 | Cliente                                                                                 | Notas |
| Años 1990                                       | Años 1990            | Años 1990                                                                               | Años 1990                                                                               | Años 1990 |
| ----------------------------------------------- | -------------------- | --------------------------------------------------------------------------------------- | --------------------------------------------------------------------------------------- | --- |
| Ren y Stimpy                                    | 1992-1995            | Spümcø Games Animation                                                                  | Spümcø Games Animation                                                                  | [ 13 ] |
| Los Simpson                                     | 1992-presente        | Gracie Films Film Roman (1992-2016) 20th Television Animation (2016-presente)           | Gracie Films Film Roman (1992-2016) 20th Television Animation (2016-presente)           | Cuarta temporada-presente |
| Beavis and Butt-Head                            | 1993-1997; 2011      | MTV Animation                                                                           | MTV Animation                                                                           | |
| El crítico                                      | 1994-1995            | Gracie Films Film Roman                                                                 | Gracie Films Film Roman                                                                 | [ 14 ] |
| The Brothers Grunt                              | 1994-1995            | A.k.a. Cartoon                                                                          | A.k.a. Cartoon                                                                          | |
| Timón y Pumba                                   | 1995                 | Walt Disney Television Animation                                                        | Walt Disney Television Animation                                                        | 8 cortos |
| Eek! El Gato                                    | 1995                 | Film Roman                                                                              | Film Roman                                                                              | Sólo segmentos Klutter! |
| The Twisted Tales of Felix the Cat              | 1995-1996            | Film Roman                                                                              | Film Roman                                                                              | |
| La niñera                                       | 1995                 | TriStar Television                                                                      | TriStar Television                                                                      | "Oy to the World" |
| La vida moderna de Rocko                        | 1996                 | Joe Murray Productions Games Animation                                                  | Joe Murray Productions Games Animation                                                  | "Fatal Contraption" y solamente cuarta temporada junto a Sunwoo Entertainment                                                |
| El laboratorio de Dexter                        | 1996-1999; 2001-2003 | Hanna-Barbera (1996-1998) Cartoon Network Studios (2001-2003)                           | Hanna-Barbera (1996-1998) Cartoon Network Studios (2001-2003)                           | |
| Pinky y Cerebro                                 | 1996-1998            | Warner Bros. Animation                                                                  | Warner Bros. Animation                                                                  | |
| Jumanji                                         | 1996                 | Adelaide Productions                                                                    | Adelaide Productions                                                                    | 6 episodios de la primera temporada                                                                                          |
| What a Cartoon!                                 | 1996-1997            | Cartoon Network Studios                                                                 | Cartoon Network Studios                                                                 | "Buy One, Get One Free*", "The Zoonatiks, in Home Sweet Home"                                                                |
| King of the Hill                                | 1997-2001            | Deedle-Dee Productions Judgemental Films 3 Arts Entertainment 20th Television Animation | Deedle-Dee Productions Judgemental Films 3 Arts Entertainment 20th Television Animation | 30 episodios |
| The Angry Beavers                               | 1997-2001            | Gunther-Wahl Productions Nickelodeon Animation Studio                                   | Gunther-Wahl Productions Nickelodeon Animation Studio                                   | |
| Happily Ever After: Fairy Tales for Every Child | 1997                 | HBO                                                                                     | HBO                                                                                     | 8 episodios de la segunda temporada                                                                                          |
| Johnny Bravo                                    | 1997                 | Hanna-Barbera                                                                           | Hanna-Barbera                                                                           | Primera temporada junto a Sunwoo Entertainment                                                                               |
| Cow and Chicken                                 | 1997-1999            | Hanna-Barbera                                                                           | Hanna-Barbera                                                                           | |
| I Am Weasel                                     | 1997-2000            | Hanna-Barbera                                                                           | Hanna-Barbera                                                                           | |
| Daria                                           | 1998                 | MTV Animation                                                                           | MTV Animation                                                                           | Segunda temporada |
| CatDog                                          | 1998-2001            | Peter Hannan Productions                                                                | Nickelodeon Animation Studio                                                            | Junto a Saerom Animation |
| Oh Yeah! Cartoons                               | 1998-2001            | Frederator Studios                                                                      | Nickelodeon Animation Studio                                                            | |
| The Powerpuff Girls                             | 1998-2005            | Hanna-Barbera (1998-2001) Cartoon Network Studios (2002-2005)                           | Hanna-Barbera (1998-2001) Cartoon Network Studios (2002-2005)                           | |
| Dilbert                                         | 1999-2000            | Adelaide Productions                                                                    | Adelaide Productions                                                                    | 11 episodios |
| Bob Esponja                                     | 1999-presente        | United Plankton Pictures                                                                | Nickelodeon Animation Studio                                                            | |
| Zona Tiza                                       | 1999-2000            | Frederator Studios                                                                      | Nickelodeon Animation Studio                                                            | Primera temporada |
| Dragon Tales                                    | 1999-2005            | Adelaide Productions                                                                    | Adelaide Productions                                                                    | |
| Años 2000                                       |                      |                                                                                         |                                                                                         | |
| Padre de familia                                | 2000-2001            | Fuzzy Door Productions 20th Television Animation                                        | Fuzzy Door Productions 20th Television Animation                                        | Ocho episodios de la segunda temporada (orden de producción)                                                                 |
| The Cartoon Cartoon Show                        | 2000-2001            | Cartoon Network Studios                                                                 | Cartoon Network Studios                                                                 | |
| Sammy                                           | 2000                 | Adelaide Productions                                                                    | Adelaide Productions                                                                    | |
| Las aventuras de Jackie Chan                    | 2000-2002            | Adelaide Productions                                                                    | Adelaide Productions                                                                    | 13 episodios de la primera y segunda temporada                                                                               |
| Sheep in the Big City                           | 2000-2002            | Curious Pictures                                                                        | Curious Pictures                                                                        | |
| Los Oblongs                                     | 2001                 | Film Roman                                                                              | Film Roman                                                                              | |
| Samurai Jack                                    | 2001-2004; 2017      | Cartoon Network Studios                                                                 | Cartoon Network Studios                                                                 | Temporada 1-4 y "XCVIII" |
| Grim & Evil                                     | 2001-2004            | Cartoon Network Studios                                                                 | Cartoon Network Studios                                                                 | |
| Harold y el Lápiz Color Morado                  | 2001-2004            | Adelaide Productions                                                                    | Adelaide Productions                                                                    | |
| Kim Possible                                    | 2002-2007            | Disney Television Animation                                                             | Disney Television Animation                                                             | 22 episodios |
| Harvey Birdman, Attorney at Law                 | 2002-2003            | Williams Street                                                                         | Williams Street                                                                         | Episodios 2-9 |
| Whatever Happened to... Robot Jones?            | 2002-2003            | Cartoon Network Studios                                                                 | Cartoon Network Studios                                                                 | |
| 3-South                                         | 2002-2003            | Hentemann Films Warner Bros. Animation                                                  | MTV Animation                                                                           | |
| Secundaria de clones                            | 2002-2003            | Touchstone Television Doozer Lord Miller Productions Nelvana                            | MTV Animation                                                                           | |
| My Life as a Teenage Robot                      | 2002-2006            | Frederator Studios                                                                      | Nickelodeon Animation Studio                                                            | |
| Codename: Kids Next Door                        | 2002-2008            | Curious Pictures                                                                        | Curious Pictures                                                                        | |
| The Grim Adventures of Billy & Mandy            | 2001-2005            | Cartoon Network Studios                                                                 | Cartoon Network Studios                                                                 | Temporadas 1-5 |
| Evil Con Carne                                  | 2001-2004            | Cartoon Network Studios                                                                 | Cartoon Network Studios                                                                 | |
| Danny Phantom                                   | 2004-2007            | Billionfold Inc.                                                                        | Nickelodeon Animation Studio                                                            | |
| American Dad!                                   | 2005                 | Underdog Productions Fuzzy Door Productions 20th Television Animation                   | Underdog Productions Fuzzy Door Productions 20th Television Animation                   | Episodio piloto sin emitir solamente                                                                                         |
| La vida y obra de Juniper Lee                   | 2005-2007            | Cartoon Network Studios                                                                 | Cartoon Network Studios                                                                 | |
| Catscratch                                      | 2005-2007            | Nickelodeon Animation Studio                                                            | Nickelodeon Animation Studio                                                            | |
| Camp Lazlo                                      | 2005-2008            | Cartoon Network Studios                                                                 | Cartoon Network Studios                                                                 | |
| Sunday Pants                                    | 2005                 | Cartoon Network Studios                                                                 | Cartoon Network Studios                                                                 | "Periwinkle Around the World"                                                                                                |
| The X's                                         | 2005-2006            | Nickelodeon Animation Studio                                                            | Nickelodeon Animation Studio                                                            | |
| Squirrel Boy                                    | 2006-2007            |                                                                                         | Cartoon Network Studios                                                                 | |
| Korgoth of Barbaria                             | 2006                 | Williams Street                                                                         | Cartoon Network Studios                                                                 | Piloto |
| American Dragon: Jake Long                      | 2006-2007            | Walt Disney Television Animation                                                        | Walt Disney Television Animation                                                        | Segunda temporada |
| Class of 3000                                   | 2006-2008            | Cartoon Network Studios                                                                 | Cartoon Network Studios                                                                 | 14 episodios |
| Random! Cartoons                                | 2006-2007            | Frederator Studios                                                                      | Nickelodeon Animation Studio                                                            | |
| The Modifyers                                   | 2007                 |                                                                                         | Nickelodeon Animation Studio                                                            | Piloto |
| Las aventuras de Tom y Jerry                    | 2007-2008            | Warner Bros. Animation                                                                  | Warner Bros. Animation                                                                  | 5 episodios de segunda temporada                                                                                             |
| Phineas y Ferb                                  | 2007-2012            | Disney Television Animation                                                             | Disney Television Animation                                                             | Temporadas 1-3 |
| Los sustitutos                                  | 2008-2009            | Disney Television Animation                                                             | Disney Television Animation                                                             | Segunda temporada |
| The Mighty B!                                   | 2008-2011            | Paper Kite Productions Polka Dot Pictures Nickelodeon Animation Studio                  | Paper Kite Productions Polka Dot Pictures Nickelodeon Animation Studio                  | |
| The Cartoonstitute                              | 2009                 | Cartoon Network Studios                                                                 | Cartoon Network Studios                                                                 | |
| Años 2010                                       |                      |                                                                                         |                                                                                         | |
| Adventure Time                                  | 2010-2018            | Frederator Studios                                                                      | Cartoon Network Studios                                                                 | Junto a Saerom Animation |
| Titán Sim-Biónico                               | 2010-2011            | Orphanage Animation Studios                                                             | Cartoon Network Studios                                                                 | |
| The Looney Tunes Show                           | 2011-2013            | Warner Bros. Animation                                                                  | Warner Bros. Animation                                                                  | |
| Scooby-Doo! misterios S.A.                      | 2012                 | Warner Bros. Animation                                                                  | Warner Bros. Animation                                                                  | "The Night the Clown Cried" y "The Night the Clown Cried II"                                                                 |
| Gravity Falls                                   | 2012-2016            | Disney Television Animation                                                             | Disney Television Animation                                                             | 23 episodios |
| Ben 10: Omniverse                               | 2012-2014            | Cartoon Network Studios                                                                 | Cartoon Network Studios                                                                 | |
| Nickelodeon Animated Shorts Program             | 2013-2018            | Nickelodeon Animation Studio                                                            | Nickelodeon Animation Studio                                                            | "Bug Salad", "Ice Station Zedonk", "Magic Children Doing Things", "Someone Needs to Stop Aunt Phyllis", "Camp Weedonwantcha" |
| Uncle Grandpa                                   | 2013-2017            | Cartoon Network Studios                                                                 | Cartoon Network Studios                                                                 | |
| Steven Universe                                 | 2013-2019            | Cartoon Network Studios                                                                 | Cartoon Network Studios                                                                 | Junto a Sunmin Image Pictures                                                                                                |
| Star vs. the Forces of Evil                     | 2015-2019            | Disney Television Animation                                                             | Disney Television Animation                                                             | "Blood Moon Ball", segunda temporada hasta la cuarta temporada                                                               |
| We Bare Bears                                   | 2015-2019            | Cartoon Network Studios                                                                 | Cartoon Network Studios                                                                 | Junto a Saerom Animation |
| Wabbit                                          | 2015-2016            | Warner Bros. Animation                                                                  | Warner Bros. Animation                                                                  | Primera temporada |
| Bug Salad                                       | 2016                 | Nickelodeon Animation Studio                                                            | Nickelodeon Animation Studio                                                            | Cortos web |
| Billy Dilley                                    | 2017                 | Disney Television Animation                                                             | Disney Television Animation                                                             | |
| El mundo de Craig                               | 2017-2025            | Cartoon Network Studios                                                                 | Cartoon Network Studios                                                                 | |
| Summer Camp Island                              | 2017-2022            | Cartoon Network Studios                                                                 | Cartoon Network Studios                                                                 | |
| Big City Greens                                 | 2018-presente        | Disney Television Animation                                                             | Disney Television Animation                                                             | Junto a Sugarcube Animation                                                                                                  |
| Amphibia                                        | 2019-2022            | Disney Television Animation                                                             | Disney Television Animation                                                             | Junto a Saerom Animation y Sunmin Image Pictures                                                                             |
| Steven Universe Future                          | 2019-2020            | Cartoon Network Studios                                                                 | Cartoon Network Studios                                                                 | Junto a Sunmin Image Pictures                                                                                                |
| Años 2020                                       |                      |                                                                                         |                                                                                         | |
| The Owl House                                   | 2020-2023            | Disney Television Animation                                                             | Disney Television Animation                                                             | Junto a Sunmin Image Pictures y Sugarcube Animation                                                                          |
| Chibi Tiny Tales                                | 2020-presente        | Disney Television Animation                                                             | Disney Television Animation                                                             | interstitial series |
| Tig n' Seek                                     | 2020-2022            | Cartoon Network Studios                                                                 | Cartoon Network Studios                                                                 | |
| Kamp Koral: SpongeBob's Under Years             | 2021                 | United Plankton Pictures Nickelodeon Animation Studio                                   | United Plankton Pictures Nickelodeon Animation Studio                                   | "Kitchen Sponge", "Outhouse Outrage" y "Help Not Wanted" (secuencias 2D solamente)                                           |
| The Patrick Star Show                           | 2021-presente        | United Plankton Pictures Nickelodeon Animation Studio                                   | United Plankton Pictures Nickelodeon Animation Studio                                   | |
| We Baby Bears                                   | 2022-presente        | Cartoon Network Studios                                                                 | Cartoon Network Studios                                                                 | Junto a Saerom Animation |
| Chibiverse                                      | 2022-presente        | Disney Television Animation                                                             | Disney Television Animation                                                             | |
| Hailey's On It!                                 | 2023-2024            | Disney Television Animation                                                             | Disney Television Animation                                                             | Junto a Saerom Animation |
| Adventure Time: Fionna and Cake                 | 2023-presente        | Frederator Studios                                                                      | Cartoon Network Studios                                                                 | |
| El pequeño gran mundo de Jessica                | 2023-2024            | Cartoon Network Studios                                                                 | Cartoon Network Studios                                                                 | Junto a Saerom Animation |

#### Películas y especiales
| Título                                                 | Años      | Cliente                                                                            | Notas                                        |
| Años 1990                                              | Años 1990 | Años 1990                                                                          | Años 1990                                    |
| ------------------------------------------------------ | --------- | ---------------------------------------------------------------------------------- | -------------------------------------------- |
| FernGully: Las Aventuras de Zak y Crysta               | 1992      | 20th Century Studios Kroyer Films                                                  |                                              |
| P. J. Sparkles                                         | 1992      | Mike Young Productions                                                             | Títulos de apertura                          |
| The Bears Who Saved Christmas                          | 1994      | Film Roman                                                                         |                                              |
| Izzy's Quest for Olympic Gold                          | 1995      | Film Roman                                                                         |                                              |
| Beavis and Butt-Head Do America                        | 1996      | Paramount Pictures MTV Films Geffen Pictures Judgemental Films                     | Animación en el extranjero, secuencias 3D    |
| The Story of Santa Claus                               | 1996      | Film Roman                                                                         |                                              |
| A Day in the Life of Ranger Smith                      | 1999      | Spümcø                                                                             |                                              |
| Boo Boo Runs Wild                                      | 1999      | Spümcø                                                                             | Sin acreditar                                |
| Dexter's Laboratory: Ego Trip                          | 1999      | Hanna-Barbera                                                                      |                                              |
| Años 2000                                              |           |                                                                                    |                                              |
| The Flintstones: On the Rocks                          | 2001      | Cartoon Network Studios                                                            |                                              |
| The Powerpuff Girls Movie                              | 2002      | Warner Bros. Pictures Cartoon Network Studios                                      |                                              |
| Globehunters: An Around the World in 80 Days Adventure | 2002      | Nickelodeon Animation Studio                                                       | Producido en 2000                            |
| El flautista de Hamelín                                | 2003      | Nickelodeon Animation Studio                                                       | Producido en 2000                            |
| Polly Pocket: Lunar Eclipse                            | 2003      | Mike Young Productions                                                             |                                              |
| Stitch! The Movie                                      | 2003      | Disney Television Animation                                                        |                                              |
| Bob Esponja: la película                               | 2004      | Paramount Pictures Nickelodeon Movies United Plankton Pictures                     |                                              |
| Inside the CIA                                         | 2005      | 20th Century Studios Underdog Productions Fuzzy Door Productions                   | Corto                                        |
| Kim Possible Movie: So the Drama                       | 2005      | Disney Television Animation                                                        |                                              |
| How to Eat Fried Worms                                 | 2005      | New Line Cinema Walden Media                                                       | Secuencias animadas                          |
| Los Simpson: la película                               | 2007      | 20th Century Studios 20th Century Animation Gracie Films                           | Coproducida en el extranjero junto a AKOM    |
| Phineas and Ferb's Musical Cliptastic Countdown        | 2009      | Disney Television Animation                                                        |                                              |
| Años 2010                                              |           |                                                                                    |                                              |
| Phineas and Ferb: Summer belongs to you!               | 2010      | Disney Television Animation                                                        |                                              |
| Achmed Saves America                                   | 2012      | Anchor Bay Entertainment                                                           |                                              |
| Hotel Transylvania                                     | 2012      | Columbia Pictures Sony Pictures Animation                                          | Títulos finales                              |
| Madea's Tough Love                                     | 2015      | Lionsgate Tyler Perry Studios Bento Box Entertainment                              |                                              |
| Bob Esponja: Un héroe fuera del agua                   | 2015      | Paramount Pictures Paramount Animation Nickelodeon Movies United Plankton Pictures | Solo secuencias 2D animadas dibujadas a mano |
| Looney Tunes: Rabbits Run                              | 2015      | Warner Bros. Animation                                                             |                                              |
| Hotel Transylvania 2                                   | 2015      | Columbia Pictures Sony Pictures Animation                                          | Títulos finales                              |
| Hotel Transylvania 3: Summer Vacation                  | 2018      | Columbia Pictures Sony Pictures Animation                                          | Títulos finales                              |
| Steven Universe: La película                           | 2019      | Cartoon Network Studios                                                            |                                              |
| Años 2020                                              |           |                                                                                    |                                              |
| We Bare Bears: The Movie                               | 2020      | Cartoon Network Studios                                                            |                                              |